# Hartland, England
Hartland är en by och en civil parish i Torridge i Storbritannien. Den ligger i grevskapet Devon och riksdelen England, i den södra delen av landet, 300 km väster om huvudstaden London. År 2001 hade den 1 676 invånare. Inom Hartland finns två mindre byar, Stoke i väster och Meddon i söder. Harland är den nordvästligaste orten i grevskapet Devon.
Hartland är en liten stad som är det lantliga landskapets centrum och har en del turism. Före Tudortiden var Hartland en viktig hamn. Det ligger nära Hartland Point, en udde där Devons kust övergår i Bristolkanalen. Det finns en viktig fyr på udden. Stadens hamn, Hartland Quay, ligger söder om udden. Kajen byggdes ursprungligen på 1600-talet men förstördes 1887. Church of Saint Nectans höga torn är än idag ett betydande riktmärke för båtar i Bristolkanalen.
Klimatet i området är tempererat. Årsmedeltemperaturen i trakten är 8 °C. Den varmaste månaden är juli, då medeltemperaturen är 14 °C, och den kallaste är januari, med 2 °C.

## Kommunikationer
Hartland erbjuder bekväma promenadvägar som South West Coast Path. Den vilda naturen vid kustlandskapet omkring Hartland Point hör till stigens mest spektakulära områden, med utmärkta utsikt över Lundy. Härifrån trafikerar Lundy Company en helikopterservice under fem månader från november till mars. Den kommunala busslinjen 319 går från Barnstaple till Hartland och tillbaka.

## Historia och anmärkningsvärda byggnader
Tidigare kallades byn Harton och den var en borough som avskaffades 1886. På medeltiden fanns det ett viktigt kloster i Hartland.

### Hartland Abbey
Hartland Abbey byggdes år 1157 och helgades av Bartholomew Iscanus 1160. (Bartholomew förordnades till biskop av Exeter följande år). År 1189 konverterades klostret till ett augustinkloster. År 1539 blev det det sista klostret som  upplöstes av Henrik VIII. Kungen gav byggnaden till William Abbot, hans vinkällares sergeant i Hampton Court Palace.  William Abbot byggde om abbotens bostad till en herrgård. Några delar av huset från Tudortiden finns kvar, men det är huvudsakligen annexet som byggdes till det gamla huset år 1705 (det nordvästra hörnet byggdes av 'Mr Mathews' (enligt författaren till The Beauties of England and Wales). Ytterligare modifieringar gjordes på 1860-talet. Trädgården anlades av Gertrude Jekyll.

### Kyrkor

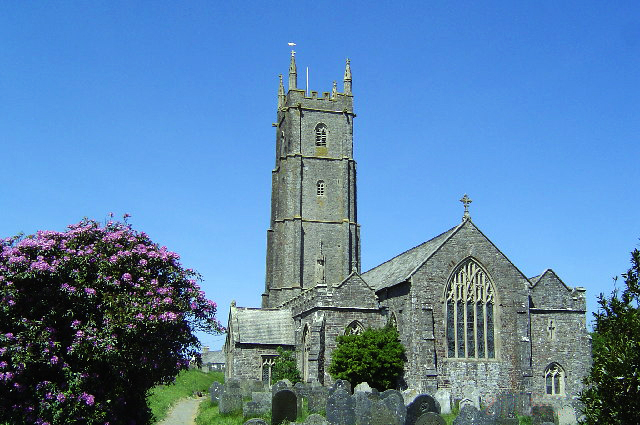
Sankte Nectans Kyrka i Stoke

Sankt Nectan (ibland också Nectan of Hartland), var en keltisk andlig man som bodde i Stoke på 500-talet. Den anglikanska kyrkan heter St Nectan's Church. En annan romersk-katolsk kyrka öppnades i Hartlands centrum år 1964, vilken också är tillägnad Sankt Nectan.
Parish Church of St Nectan har Devons högsta torn (39 m). Den byggdes i perpendikulärstil. Kyrkan är stor (42 m på längden) och byggdes på 1450-talet. Anmärkningsvärda kännetecken är den fina normandiska dopfunten, lektoriet (norra Devons finaste) och de gamla tunnvalven. Det finns också en elegant medeltida gravvård.

### Ortnamnsforskning
Namnet "Hartland" härstammar förmodligen från det fornengelska ordet heort ('hjort') (jämför  det svenska ordet och även det nederländska hert. Därför är det förvånansvärt att det inte finns andra städer i England som heter Hartland. Det finns många orter i andra länder, där det talas engelska, som heter Hartland, vilket bevisar Hartlands historiska betydelse. Namnet kan inte ha en separat etymologi eftersom ordet hart var obsolet till stor del innan den nya världens upptäcktes av européerna. Före Amerikas upptäckt var ordet Hart populärt som efternamn. Efternamn som Hartshorne omnämndes första gången i Domesday Book.

## Övrigt
Vänort: Plozévet, Bretagne, Frankrike
Naturhistoria; Hartlands kust är en del av North Devon Coast Area of Outstanding Natural Beauty (naturområde av utomordentlig skönhet). British Geological Survey har ett magnetiskt observatorium (ett av tre i Storbritannien) norr om Hartland.
TV: År 2008 figurerade landskapet kring Hartland i Förnuft och känsla på BBC.